# برهان الخصوصية في الطريق البوزيدية
برهان الخصوصية في الطريق البوزيدية مخطوط للشيخ أحمد بن مصطفى بن عليوة الذي ألفه لغرض ذكر مناقب شيخه البوزيدي. والمخطوط لم ينشر إلى يومنا هذا ولم تدخل عليه لحسن الحظ التصحيحات التي قد تذهب بقيمته التاريخية. توجد منها صورة بأرشيف المطبعة العلاوية بمستغانم تحت رقم: 0056 .ع.
النسخة في 62 صفحة مقياس صفحات المخطوط هو 20-13سم, الصفحات غير مسطرة, يتباين عدد الأسطر من ورقة إلى أخرى وهي تتراوح بين 12 و 13 سطر في بعض الصفحات (16- 12) 24 سطر في اغلب صفحات المخطوط, ولم يذكر فيها تاريخ التأليف ولكن من المؤكد أنها جاءت بعد وفاة الشيخ حمو البوزيدي سنة 1909م.

## محتوى المخطوط
ويحتوي المخطوط على مقدمة وأربعة فصول:
1. الفصل الأول في ذكر بعض من أحوال أستاذه الشيخ البوزيدي
2. الفصل الثاني في بعض النثر المنسوب إليه
3. الفصل الثالث في سلسلة طريقة الشيخ البوزيدي وأخذ العهد وكيفية الذكر وتلقينه
4. الفصل الرابع في بعض المرائي التي رآها فقراء الشيخ البوزيدي أيام وفاته.